# Daniel Monllor
Arturo Daniel Monllor (Posadas, 20 luglio 1984) è un calciatore argentino, portiere svincolato.